# Dolina Pięciu Stawów Polskich

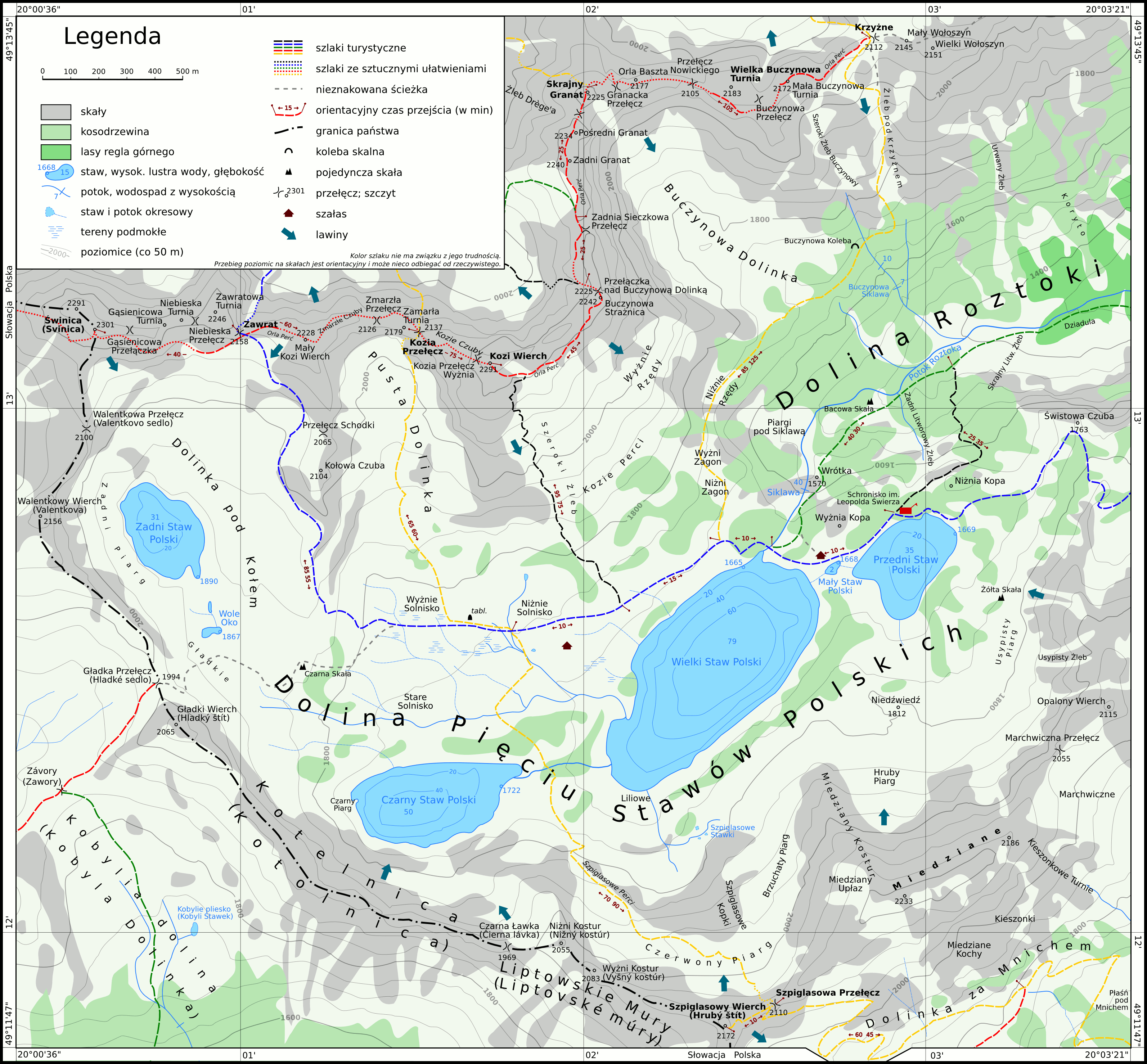
Mapa údolí

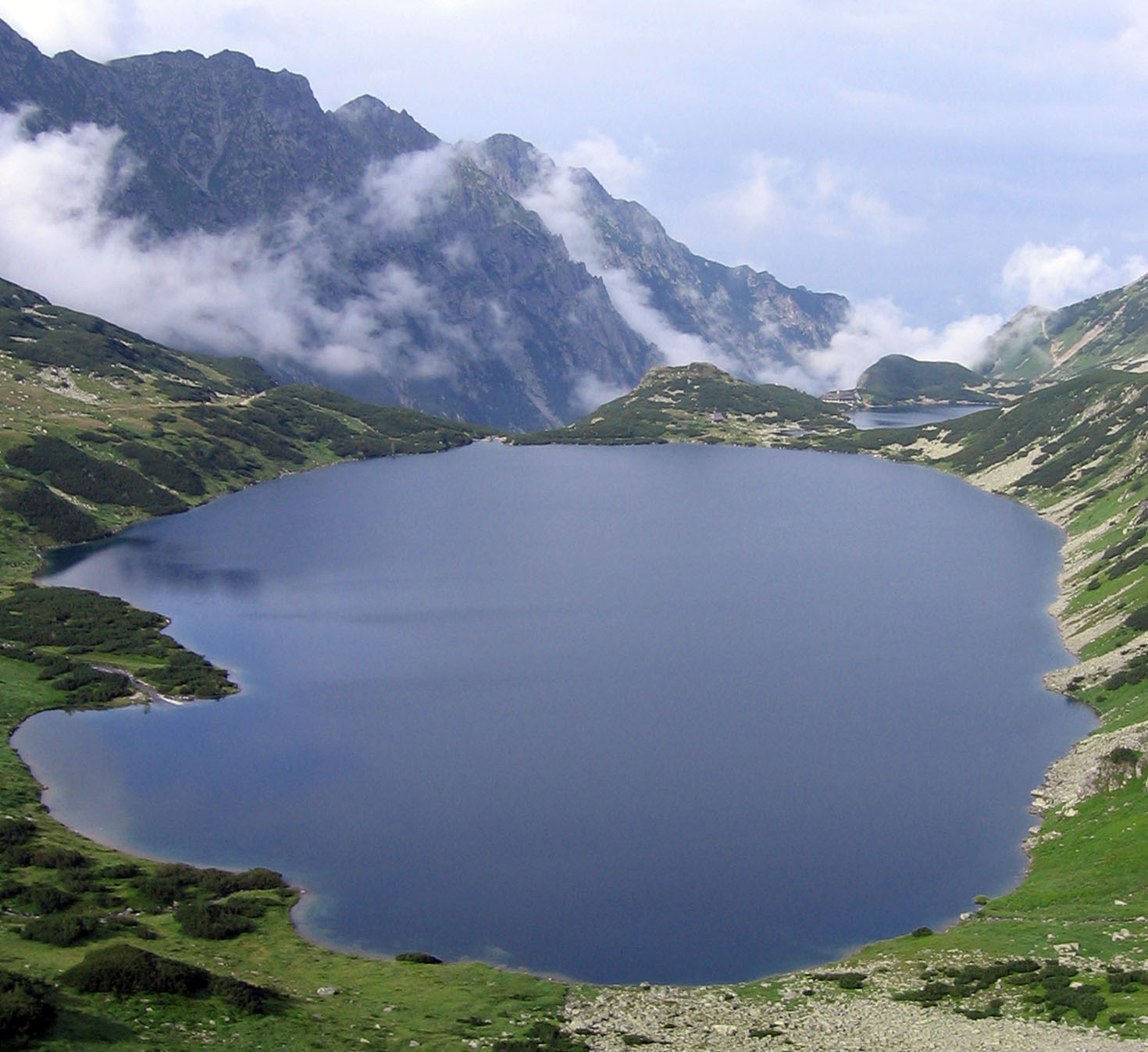
Dolina Pięciu Stawów Polskich – Wielki i Przedni Staw Polski

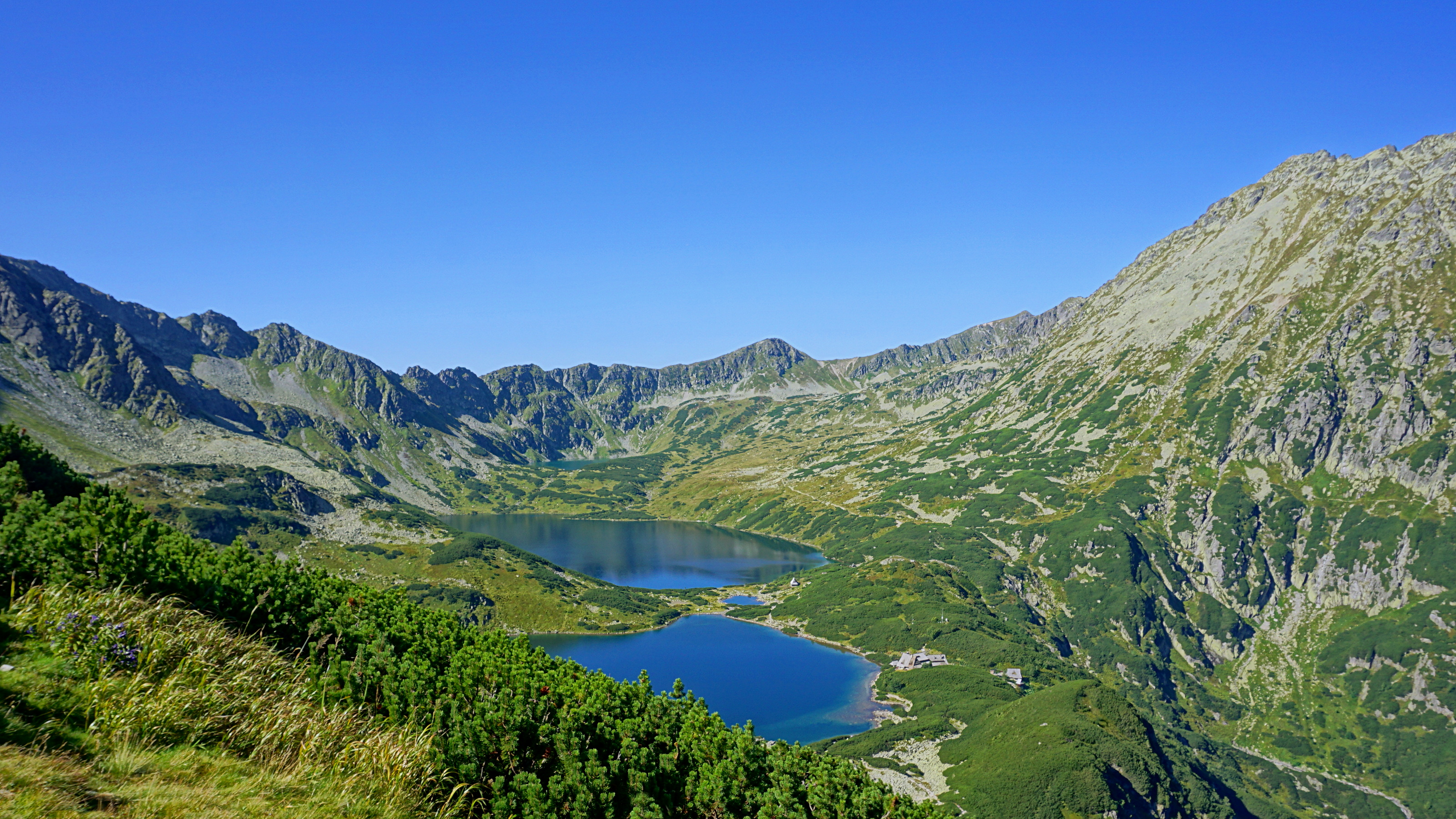
Dolina Pięciu Stawów Polskich z cesty přes Świstówkę Roztocką

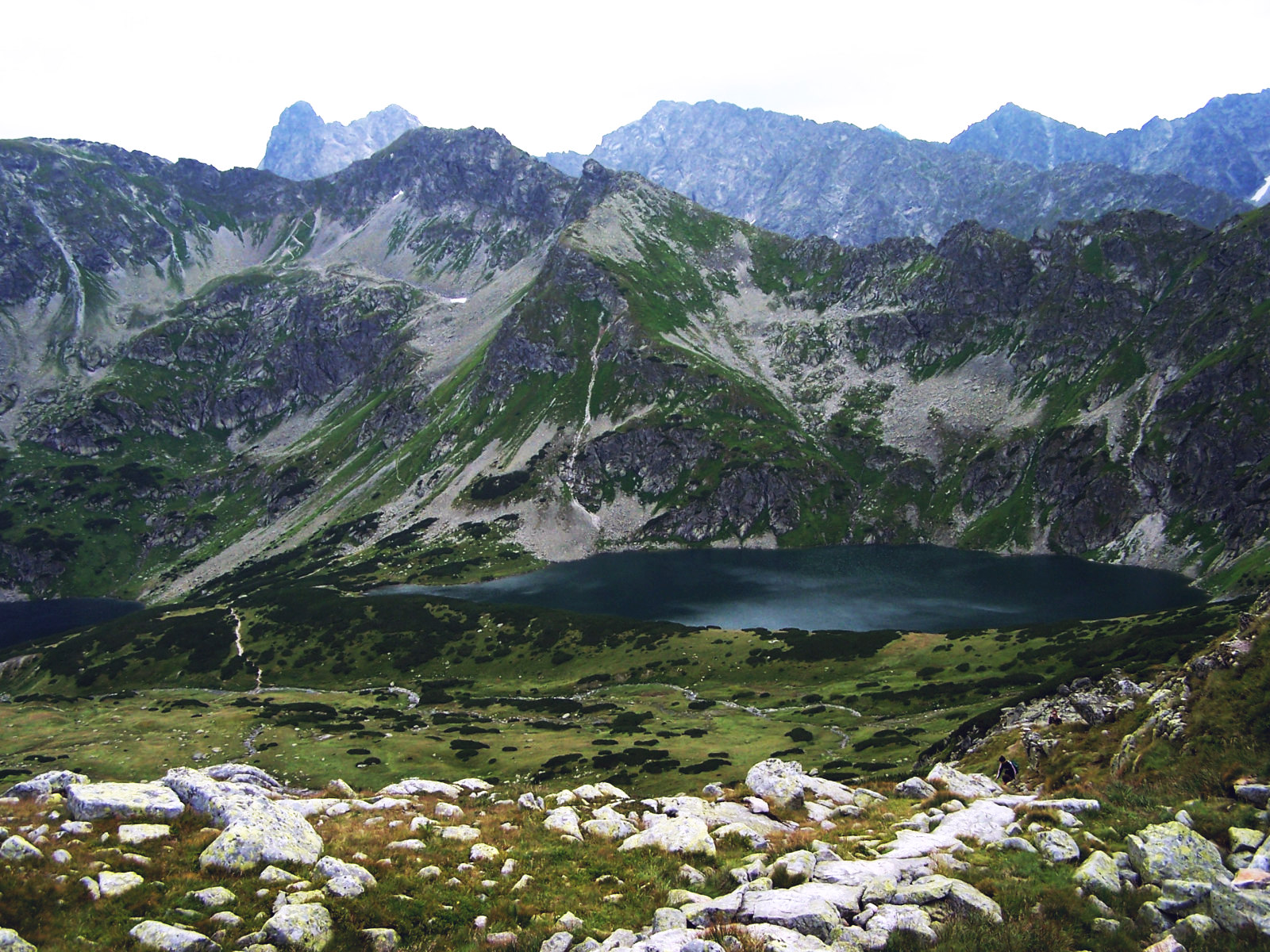
Czarny Staw Polski a Hrubý štít

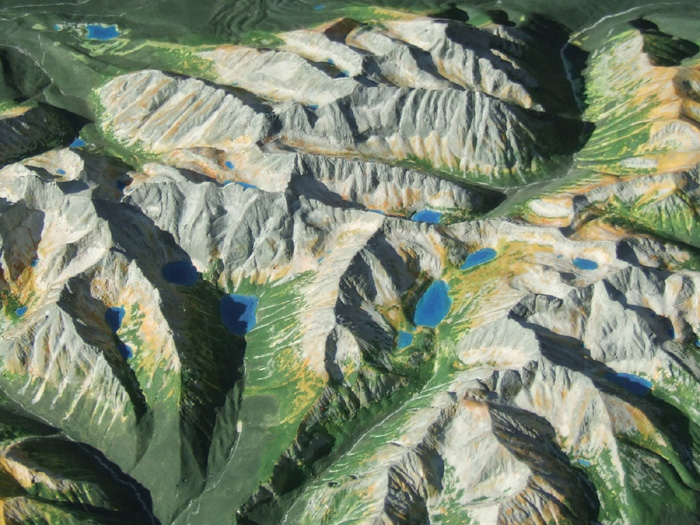
Dolina Pięciu Stawów Polskich a údolí Rybího potoka na plastické mapě Tater

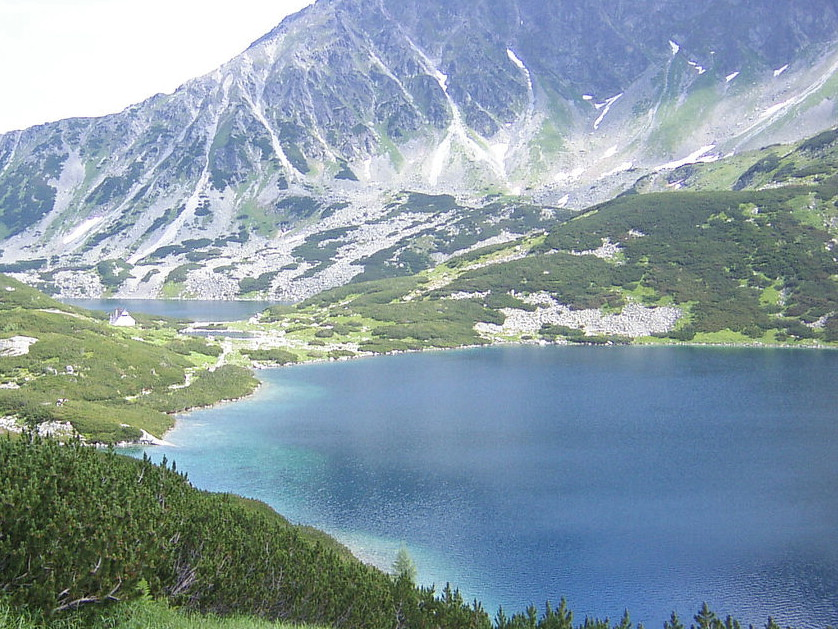
Wielki a Przedni Staw

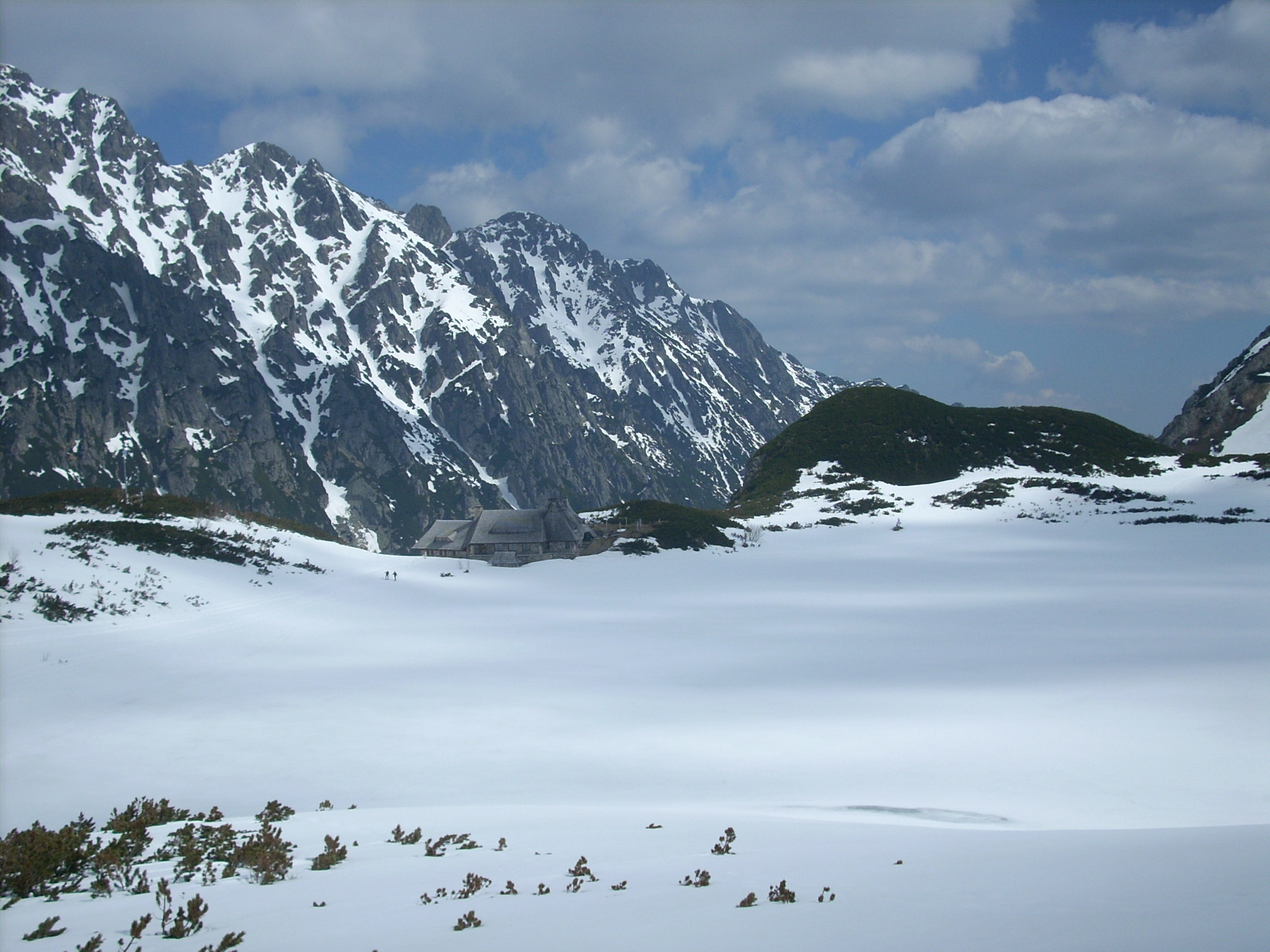
Chata v údolí v zimě

Dolina Pięciu Stawów Polskich (slov. dolina Piatich Poľských plies, něm. Tal der Polnischen Fünf Seen, maď. Lengyel-Öt-tó völgy) je údolí v polských Vysokých Tatrách.

## Topografie
Údolí je částí údolí Dolina Białki, horní patro údolí Dolina Roztoki, oddělené od něj hranou skalní suťové stěny. Údolí je obklopeno následujícími hřebeny a vrcholy:
- Hlavní tatranský hřeben od Svinice přes hřeben Walentkową Grań na Hladký štít – v tomto místě hraničí se slovenskou Tichou dolinou;
- Liptovské múry po Hrubý štít, který údolí odděluje od slovenského údolí Temnosmrečinská dolina;
- severovýchodní hřeben Hrubého štítu, od Hrubého štítu přes hřeben Miedziane až po okraj hory Opálený vrch – zde je údolí ohraničeno údolím Dolina Rybiego Potoku.
- boční rameno táhnoucí se od Opáleného vrchu ze Świstowa Czuba s vysokou skalní štěrkovou hranou, ze která spadá vodopád Siklawa, který jej odděluje od Doliny Roztoki;
- východní hřeben Svinice od Svinice k průsmyku Krzyżne, který odděluje údolí od údolí Dolina Gąsienicowa a od údolí Pańszczyca. Velkou částí tohoto hřebenu prochází cesta Orla Perć.

Horní patro tvoří dvě údolíčka: Pustá dolinka a Dolinka pod Kołem. V rozšíření údolí vynikají planinky: Wyżnie Solnisko, Niżnie Solnisko, Nowe Solnisko, Stare Solnisko.

## Popis údolí
Dolina Pięciu Stawów Polskich je vysokohorské, ledovcové údolí s délkou 4,0 km a plochou 6,5 km². Leží na území Tatranského národního parku, v nadmořské výšce cca 1625–1900 m n. m. Mieczyslaw Klimaszewski si myslí, že je "pozastavenou a ne omlazenou částí pleistocenního údolí". 
Krajina údolí je tvořena žulovými vrcholky Vysokých Tater, rozsáhlými slapy, velkými suťovými balvany, suťovými svahy, třpytivými hladinami jezer, travinami a porosty kosodřeviny. Ledovec vyhloubil v údolí rozsáhlé dno ve tvaru půlměsíce s vrcholy směřujícími na severozápad (pod Svinici) a na severovýchod (pod Swistowa Czuba). V údolí se nachází několik ledovcových jezer o celkové rozloze 61 ha. Největší z nich je Wielki Staw Polski, které se nachází ve výšce 1665 m n. m. (31,14 ha, hloubka 79,3 m). Ostatní jezera jsou: Zadni Staw Polski, Czarny Staw Polski, Mały Staw Polski, Przedni Staw Polski a Wole Oko. Poslední jezero je jen periodické, menší než ostatní, proto název údolí bere v úvahu pouze pět největších jezer.
Historicky bylo údolí vypásáno, patřilo do části Hala Pięć Stawów. Již Towarzystwo Tatrzańskie (Polská tatranská společnost) před druhou světovou válkou začala s výkupy pozemků od horalů (skoupila 24% podíl). V roce 1956 TNP omezil pastvu a v letech 1963–1965 se vykoupením nebo vyvlastnění celé oblasti stalo údolí majetkem TPN, který zde zlikvidoval pastevectví. Krávy se zde pásly až do roku 1968.

## Flora a fauna
Svahy hor a údolí jsou pokryty klečí a dalšími alpskými rostlinami (v údolí nerostou stromy, s výjimkou jednoho modřínu nad Wielkim Stawem). Ze zajímavé flóry se zde mimo jiné vyskytují oměj chlupatý, chrpovník nízký, jeřáb mišpulka, všivec Hacquetův, lžičník tatranský ostřice svišťová, ostřice chudokvětá a kociánek karpatský pravý – v Polsku velmi vzácné rostliny, vyskytující se pouze v několika málo místech (většina z nich je pouze v Tatrách). Území údolí je útočištěm divokých zvířat: medvěda, kamzíka, sviště, jelena a rysa.

## Turistika
Turisté navštěvují toto údolí od počátku devatenáctého století. Byli zde, mimo jiné, Stanislaw Staszic a Seweryn Goszczyński. Na konci devatenáctého století byla vyznačená síť turistických cest. Údolí je navštěvováno i v zimě, což ne vždy končí šťastně. Např. v březnu roku 1976 zahynuli z vyčerpání dva zkušení turisté, kteří během sněhové vichřice procházeli údolím Roztoki na chatu v údolí Dolina Pięciu Stawów Polskich. Byli nalezeni mrtví jen pár metrů od chaty.
Jako první v zimě údolí dosáhli Jan Grzegorzewski s průvodcem Bartolomějem Obrochtou ve dnech 21.–22. ledna 1894.

Nad Przednim Stawem se nachází chata PTTK w Dolinie Pięciu Stawów. První chata byla v údolí postavena díky úsilí Towarzystwa Tatrzańskiego v roce 1876 na jezerem Małym Stawem (jednopokojový, žulový dům pojmenovaný po Ludwikovi Zejsznerovi). V roce 1898 byla postavena vedle něj druhá, dřevěná chata přesunutá z Czerwonych Brzeżków (nedaleko Rusinowej Polany). Rozšířená a zrekonstruovaná v dalších letech přežila do cca roku 1927. Dle pořadí třetí chata byla postavena v letech 1924–1927, a to díky úsilí Towarzystwa Tatrzańskiego na moréně severozápadně od jezera Mały Staw. Jednalo se o chatu Leopolda Świerza, později zvanou Leopolda a Mieczyslawa Świerzówa. V roce 1945 vyhořela. V letech 1946–1947 na svahu Wyżni Kopa blízko ruin předchozích ubytoven společnost Polskie Towarzystwo Tatrzańskie postavila malou provizorní stavbu, poskytující útočiště pro turisty. Současná chata stojící nad Przednim Stawem byla postavena v letech 1948–1953. Je to nejvýše položená chata v polské části Tater a je pojmenována po Leopoldu Świerzovi.

## Turistické cesty
V okolí údolí Doliny Pięciu Stawów Polskich je hustá síť turistických cest:
 – zelená údolím nad Wielki Staw, od chaty Roztoka a cesty z Palenica Białczańska na Morskie Oko.
- Doba přechodu od chaty Roztoka k Wielkiemu Stawu: 2.20 h, 1.50 h ↓
- Doba přechodu od vodopádu Wodogrzmoty Mickiewicze přes cestu na Morskie Oko na Wielki Staw: 2.05 h, 1.40 h ↓

 – černá značka, která je alternativou k dosažení chaty nad Przednim Stawem. Čas přechodu od rozcestí se zelenou značkou: 40 min, 30 min ↓
 – modrá od Morskieho Oka přes Świstówka Roztocká podél chaty nad Przednim Stawem a dále na průsmyk Zawrat.
- Doba přechodu od Morskieho Oka k chatě: 2 h, zpět 1.40 h
- Doba přechodu od chaty do sedla Zawrat: 1.40 h, 1.30 h ↓

 – žlutá od Morskieho Oko přes průsmyk Szpiglasową Przełęcz do údolí Dolina Pięciu Stawów Polskich a dále na Kozią Przełęcz. (Kozí průsmyk).
- Doba přechodu od Morskieho Oka průsmykem do údolí: 3.25 h, zpět 3.10 h. Z průsmyku 1.10 h, 1.30 h ↑
- Doba přechodu z údolí Dolina Pięciu Stawów na Kozią Przełęcz: 1.20 h, 1 h ↓

 – černá od Wielkieho Stawu na Kozí vrch. Čas: 1.30 h, 1 h ↓
 – žlutá od Wielkieho Stawu na průsmyk Krzyżne. Čas: 1.50 h, 1.20 h ↓
Časy přechodu jsou uvedeny na základě map.